# Vigata
Vigàta è un comune italiano immaginario della Sicilia, ideato dallo scrittore Andrea Camilleri come principale ambientazione delle vicende del commissario Montalbano, collocate nella fittizia provincia di Montelusa. Nella realtà, Vigàta corrisponde a Porto Empedocle, città natale di Camilleri, situata nel libero consorzio comunale di Agrigento.

## Origine
In un’intervista, Camilleri ha raccontato che Vigàta trae origine dal cortile della scuola che frequentava da ragazzo. Durante le pause di metà mattinata e all’uscita da scuola, in attesa della corriera, gli studenti provenienti dai paesi vicini si intrattenevano narrando episodi e vicende dei propri comuni; dall’intreccio di questi racconti prese forma un paese immaginario, che l’autore in seguito battezzò Vigàta, ispirandosi nel nome alla vicina Licata.
«Vigàta in realtà è Porto Empedocle. Ora, Porto Empedocle è un posto di diciottomila abitanti che non può sostenere un numero eccessivo di delitti, manco fosse Chicago ai tempi del proibizionismo: non è che siano santi, ma neanche sono a questi livelli. Allora, tanto valeva mettere un nome di fantasia: c'è Licata vicino, e così ho pensato: Vigàta. Ma Vigàta non è neanche lontanamente Licata. È un luogo ideale, questo lo vorrei chiarire una volta per tutte.»
Nel 2003, l'amministrazione comunale di Porto Empedocle, per onorare il suo illustre cittadino e la fama derivatagli dal successo letterario, con il benestare dello scrittore, ha deciso di aggiungere al proprio nome ufficiale anche quello della città immaginaria, nei soli cartelli turistici: Porto Empedocle Vigata. Tale decisione è stata revocata dall'amministrazione comunale nel 2009.

## Confronto con il mondo reale
Nella serie televisiva ispirata ai romanzi di Camilleri, Vigàta non corrisponde a un singolo centro abitato reale, ma è ricostruita attraverso riprese effettuate in diverse località della Sicilia sud-orientale, prevalentemente nel libero consorzio comunale di Ragusa. Il palazzo utilizzato come sede del commissariato è in realtà il municipio di Scicli, mentre l’abitazione di Montalbano si trova nella contrada Punta Secca, frazione balneare di Santa Croce Camerina. La mannara, ambientazione di alcune indagini del personaggio, corrisponde invece alla Fornace Penna, situata nella frazione sciclitana di Sampieri.
All’interno dell’opera, inoltre, numerosi altri toponimi siciliani vengono modificati in forma letteraria: Menfi diventa Merfi, Sciacca Fiacca, Realmonte Montereale, Punta Grande Punta Piccola, Ribera Bibera, Raffadali Raccadali, Aragona Ragona, Gela Fela, Misilmeri Misilmesi, Comitini Comisini, Mussomeli Mussolevi e Lampedusa Sampedusa.

## Luoghi e ricorrenze
- Casa di Montalbano, nella frazione di Marinella;
- Commissariato di Polizia di Stato;
- Sede Televisiva di Rete Libera;
- Sede Televisiva di TeleVigata;
- Monumento ai Caduti;
- Ristorante sul mare;
- Istituto di Medicina legale;
- Festa di San Giorgio.